# Edad de plata de las historietas
La edad de plata de las historietas (silver age of comic books en inglés) es el nombre dado a una etapa de avance artístico y amplio éxito comercial en las historietas estadounidenses, de manera predominante las del género de superhéroes. Siguiendo a la edad de oro de las historietas, y a un periodo intermedio entre comienzos y mediados de la década de 1950, se considera que la edad de plata comenzó en 1956 y se prolongó hasta 1970, y fue seguida por la llamada edad de bronce. Implicó una gran cantidad de modificaciones en el género de los superhéroes. Durante la misma se introdujo una fuerte cantidad de recursos de ciencia ficción en los orígenes, poderes o aventuras de los personajes, así como también tratamientos más costumbristas de los mismos que los hicieran más realistas y menos irreales a ojos de los lectores.
La popularidad y circulación de los libros de historietas sobre superhéroes había estado en declive tras la Segunda Guerra Mundial, e historietas de terror, crimen y romance habían capturado grandes porciones del mercado. Sin embargo, surgió una controversia respecto a supuestos vínculos entre las historietas y la delincuencia juvenil, centrada en particular en las historias de crimen, terror y superhéroes. En 1954, las editoriales implementaron la Comics Code Authority para regular el contenido de los cómics e historietas.
Tras estos cambios, las editoriales empezaron a introducir historias de superhéroes una vez más, un cambio que empezó con la introducción de una nueva versión de The Flash de DC Comics en Showcase #4 (octubre de 1956). En respuesta a la alta demanda, la DC Comics empezó a publicar más títulos de superhéroes, incluyendo Justice League of America, lo que instigó a Marvel Comics a copiar el modelo con The Fantastic Four #1.
Un número significativo de guionistas e ilustradores contribuyeron a comienzos de la era, incluyendo a los guionistas Stan Lee, Gardner Fox, John Broome y Robert Kanigher, y los dibujantes Curt Swan, Jack Kirby, Gil Kane, Steve Ditko, Mike Sekowsky, Gene Colan, Carmine Infantino, John Buscema y John Romita Sr. Para finales de la edad de plata, una nueva generación de talento habían ingresado al campo, incluyendo a los guionistas Denny O'Neil, Gary Friedrich, Roy Thomas y Archie Goodwin, y dibujantes como Neal Adams, Herb Trimpe, Jim Steranko o Barry Windsor-Smith.
Cómics de la edad de plata se han vuelto coleccionables. En 2011, una copia en excelente condición de Amazing Fantasy #15 (agosto de 1962), en donde aparece el debut de Spider-Man, fue vendida en $1.1 millones de dólares, y en 2022, una copia de Fantastic Four #1 fue vendida en $1.5 millones de dólares.

## Origen del término
El historiador de cómics y productor de cine Michael Uslan sitúa el origen del término «Edad de plata» en la columna de cartas del número 42 de Justice League of America (febrero de 1966), que salió a la venta el 9 de diciembre de 1965. El autor de la carta, Scott Taylor, de Westport, Connecticut, escribió: «¡Si siguen trayendo de vuelta a los héroes de la Edad de oro [1930-1940], dentro de 20 años la gente llamará a esta década los Sesentas de Plata!». Según Uslan, se impuso la jerarquía natural de oro-plata-bronce, como en las medallas olímpicas: «Los aficionados se aferraron inmediatamente a esto, refinándolo más directamente en una versión de Edad de plata de la Edad de Oro. No tardó en introducirse en nuestro lenguaje vernáculo, sustituyendo a expresiones como ... 'Segunda Edad Heroica del Cómic' o 'La Edad Moderna' del cómic. No pasó mucho tiempo antes de que los distribuidores ... especificaran que era un cómic de la Edad de oro a la venta o un cómic de la Edad de plata a la venta».

## Historia

### Contexto
La Edad de oro del cómic abarca desde finales de la década de 1930 hasta finales de la década de 1940, incluyendo el periodo de la Segunda Guerra Mundial, cuando los cómics estadounidenses ofrecían entretenimiento barato y desechable que las tropas podían leer y luego desechar. Durante este periodo se crearon varios superhéroes importantes, como Superman, Batman, la Mujer Maravilla, el Capitán Marvel o el Capitán América. En años posteriores se culpó a los cómics de un aumento de las estadísticas de delincuencia juvenil, aunque se demostró que este aumento era directamente proporcional al crecimiento de la población. Cuando algunos delincuentes juveniles admitieron que leían cómics, se consideró un denominador común. Un crítico notable fue Fredric Wertham, autor del libro La seducción de los inocentes (1954), que intentó desviar la culpa de la delincuencia juvenil de los padres de los niños a los cómics que estos leían. El resultado fue un declive de la industria del cómic. Para hacer frente a las preocupaciones de la opinión pública, en 1954 se creó la Comics Code Authority para regular y frenar la violencia en los cómics, lo que marcó el inicio de una nueva era.

### DC Comics
Luego del final de la Segunda Guerra Mundial, la gran cantidad de títulos ofrecidos por la editorial se vio enormemente disminuida, permaneciendo solo las dedicadas a Superman, Batman y la Mujer Maravilla. Habitualmente se considera como el inicio de la edad de plata a la revista Showcase #4 (octubre de 1956) en la cual se volvió a editar a The Flash, pero modificando por completo al personaje, manteniendo del original solo la supervelocidad. El relanzamiento tuvo suficiente éxito como para repetir el intento con Linterna Verde, Hombre Halcón y Atom, otros personajes cancelados que también fueron reformulados completamente.
El relanzamiento más exitoso fue el de la Sociedad de la Justicia, renombrada como Liga de la Justicia, en el cual se reunían a los principales personajes de la editorial. La Liga comenzó a establecer la creación de un universo de ficción compartido por todos los personajes, algo que hasta entonces solo se apreciaba en World's Finest, publicación compartida por Superman y Batman. Pronto llegó el primer crossover de la editorial (una historia transcurre a lo largo de diversas publicaciones), compuesto por Hawkman n.º 4, Atom n.º 19, Green Lantern n.º 42, Detective Comics n.º 355 y finalmente Justice League n.º 51. Los crossovers contribuyeron al establecimiento del universo de ficción.
La editorial se vio beneficiada también por el gran éxito de la serie televisiva de Batman protagonizada por Adam West, y adaptó su serie y Detective Comics al estilo de la misma. También otorgó al personaje un rol protagónico en las historias de la Liga de la Justicia y The Brave & The Bold, de protagonismos rotativos, pasó a constituir en encuentros de Batman con otros personajes.
DC también se benefició con la cancelación de la serie televisiva y el fin del furor por Batman que ésta había generado. En ese tiempo se habían creado otras editoriales menores, como Charlton Comics, que intentaron beneficiarse del auge de los superhéroes. Cuando estas otras editoriales cerraron, DC reclutó a sus artistas más importantes: Dick Giordano, Steve Ditko, Denny O'Neil y Jim Aparo. Ya con Carmine Infantino como jefe de coordinadores de DC, la editorial entra en un período de experimentación, durante el cual se modifica el tratamiento de los personajes importantes (en especial Batman, volviendo a retirar las influencias de la serie televisiva para regresar al estilo habitual de dicha historieta) y se crean muchos otros títulos de diversos géneros. Entre los mismos estaban Deadman, Creeper, Brother Power, Hawk & Dove, Dolphin, Inferior Five, Bat Lash, Nightmaster, Secret Six, Firehair, Anthro, Angel & The Ape, los Blackhawks, el Phantom Stranger, etc.

#### Tierras paralelas
El éxito de la nueva versión de Flash atrajo a nuevos lectores, pero también a los antiguos lectores de las historietas del primer Flash, ya canceladas. Se pedía en los correos ver a Jay Garrick, el Flash original, una vez más, y el guionista Gardner Fox lo realiza en la historia "Flash de dos mundos" (Flash n.º 123 de septiembre de 1961). En ésta el Flash que estaba siendo publicado, Barry Allen, vibra hasta aparecer en otro mundo diferente, al cual llaman «Tierra-2», universo paralelo, en el que vivirían todos los personajes y tendrían lugar todas las historias de la edad de oro, diferente de la Tierra-1 en donde vivirían todos los personajes introducidos en la edad de plata y en adelante. Las dos realidades estaban separadas por un campo vibracional que podía cruzarse, en caso de que una trama involucrara superhéroes de mundos diferentes haciendo equipo.
Este planteamiento, sin embargo, trajo muchas complicaciones y situaciones contradictorias. Uno de los puntos conflictivos eran los personajes de más renombre de la editorial, Superman, Batman, Robin y la Mujer Maravilla, que se editaron ininterrumpidamente desde la edad de oro mientras los demás títulos se cerraban, tratándose siempre de los mismos personajes. A diferencia de estos, con los nuevos conceptos de Flash, Linterna Verde, el Hombre Halcón o Atom, no existía un punto de quiebre claro y distinguible que pudiera separar con claridad qué pertenecía a Tierra-1 y qué a Tierra-2, e incluso se llegaba al absurdo de que Superman, narrativamente situado siempre en un mismo universo de ficción, interactuara con Jay Garrick y años más tarde con Barry Allen, lo cual implicaría que ambos tendrían que formar parte del mismo universo.
Con los años las contradicciones generadas por los múltiples universos se volverían tan insostenibles que se realizó la historia Crisis en Tierras Infinitas, que retiró a toda la historia previa del Universo DC de la continuidad para recomenzarla desde cero. Otras series o conceptos posteriores, como Hora Cero, el hipertiempo o Crisis Infinita, volverían a introducir o retirarían nuevamente los diversos conceptos empleados en la edad de plata.

### Marvel Comics
Siguiendo la estela de la Liga de la Justicia de DC, la editorial Marvel Comics decidió crear su propio grupo de superhéroes y se lo encargó al editor y guionista Stan Lee, que trabajó con varios dibujantes.
El primer número de Los 4 Fantásticos, obra de Lee y del dibujante Jack Kirby, apareció en noviembre de 1961, y la humanidad de los personajes, sumada a la combinación de elementos de otros géneros mucho más comerciales de la época, catapultó a la serie en las listas de ventas. Azuzados por este éxito, Stan Lee, Jack Kirby y Steve Ditko se lanzaron a la creación de más y más personajes: Hulk, Thor, Spider-Man, Daredevil o X-Men, todos superhéroes con problemas, ya fueran de salud, económicos, de aceptación social, etc.
Cuando finalizó la Edad de plata de los cómics, muchos escritores y dibujantes empezaron a notar un declive en el esfuerzo y creatividad por parte de la industria del cómic en general, debido a que las restricciones sobre publicación se eliminaron y empezaron a utilizarse tramas cada vez más obscuras y menos éticas. De hecho, hubo esfuerzos por recuperar la esencia de esta época, como fue el caso del superhéroe Nova. La película animada Los Increíbles de Pixar, rindió homenaje a los superhéroes de la Edad de Plata de los comic-books.

### Otras editoriales
Harvey Comics, una de las pocas editoriales exitosas de historietas estadounidenses en 1956, dejó de publicar sus cómics de terror cuando se implementó el Comics Code Authority y buscó un nuevo público objetivo. El editorial se centró en los niños de 6 a 12 años, sobre todo en las niñas, con personajes como Richie Rich, Casper the Friendly Ghost o Little Dot. Muchos de los cómics de la empresa se centraban en niñas que «desafiaban los estereotipos y enviaban un mensaje de aceptación de los que son diferentes». Aunque sus personajes han inspirado varias películas nostálgicas y gamas de productos, las historietas de Harvey Comics de la época no son tan codiciadas en el mercado de coleccionistas como los títulos de DC y Marvel.
Entre los superhéroes directos de la Edad de plata de editoriales distintas de Marvel o DC, Charlton Comics ofreció una línea de superhéroes de corta duración con personajes que incluían al Capitán Átomo, Judomaster, the Question y Blue Beetle (Ted Kord), Tower Comics tuvo a Dynamo, Mercury Man, NoMan y otros miembros del grupo de espionaje superheroico T.H.U.N.D.E.R. Agents; e incluso el editorial Gold Key tuvo al Doctor Solar y una versión en historieta del Fantasma del Espacio. Steve Ditko también publicó de manera independiente Mr. A.

### Fin
La Edad de plata de los cómics fue seguida por la llamada Edad de bronce. La demarcación no está claramente definida, pero existen varias posibilidades.
El historiador de cómics Will Jacobs sugiere que la Edad de plata terminó en abril de 1970, cuando el hombre que la había iniciado, Julius Schwartz, traspasó Linterna Verde—uno de los primeros héroes resucitados de la época—al equipo de la nueva guardia, formado por Denny O'Neil y Neal Adams, en respuesta a una disminución de las ventas. John Strausbaugh también relaciona el final de la Edad de plata con Linterna Verde, notando que en 1960, el personaje encarnaba el optimismo de la época, pero para 1972 se había vuelto un personaje cansado del mundo, afirmando en una de sus historias: «Aquellos días se han ido—para siempre—los días en los que estaba confiado, seguro... Era tan joven... ¡tan seguro de que no podía equivocarme! Joven y arrogante, así era Linterna Verde. Bueno, he cambiado. Ahora soy mayor... quizá también más sabio... y mucho menos feliz». Strausbaugh escribe que la Edad de plata «murió con ese lloriqueo».
El estudioso de los cómics Arnold T. Blumberg sitúa el final de la Edad de plata en junio de 1973, cuando Gwen Stacy, novia de Peter Parker (Spider-Man), fue asesinada en un arco argumental posteriormente bautizado como «La noche en que murió Gwen Stacy», y afirma que la era de la «inocencia» terminó con «el "crujido" que se oyó en todo el mundo del cómic: el sorprendente y repugnante crujido de huesos que anunció la muerte de Gwen Stacy». El historiador de la Edad de plata Craig Shutt rebate esta afirmación: «La muerte de Gwen Stacy conmocionó a los lectores de Spider-Man. Semejante tragedia constituye un fuerte final simbólico. Esta teoría ganó adeptos cuando la miniserie Marvels de Kurt Busiek y Alex Ross en 1994 terminó con la muerte de Gwen, pero yo no me la creo. Es demasiado tarde. Demasiadas nuevas direcciones—especialmente [la tendencia de espada y brujería iniciada por el personaje de Conan y monstruos [una vez que el Comics Code Authority permitiera vampiros, hombres lobo y similares]—estaban ya en terreno firme para entonces». También descarta el fin del cómic de 12 centavos, que pasó a costar 15 centavos como estándar de la industria a principios de 1969, señalando que la subida de 1962 de 10 a 12 centavos no influyó en este sentido. Shutt sugiere como final Fantastic Four #102 (septiembre de 1970), el último número regular de Jack Kirby antes de que el dibijante se marchara a DC Comics, lo que se combinó con Superman #229 (agosto de 1970), último número del editor Mort Weisinger antes de retirarse.
Según el historiador Peter Sanderson, el «movimiento neo-plata» que comenzó en 1986 con Superman: ¿Qué le pasó al hombre del mañana? de Alan Moore y Curt Swan, fue una reacción contra la Edad de bronce con un retorno a los principios de la Edad de plata. En opinión de Sanderson, cada generación de cómics se rebela contra la anterior, y el movimiento fue una respuesta a Crisis en Tierras Infinitas, que a su vez fue un ataque a la Edad de plata. Los creadores de cómics neoplata hicieron cómics que reconocían y asimilaban los aspectos más sofisticados de la Edad de plata.

## Legado

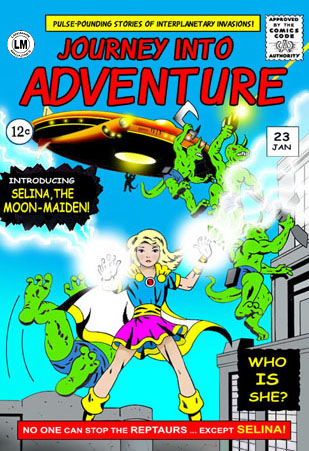

Durante la edad de plata se introdujeron o desarrollaron numerosos conceptos novedosos en las historietas de super héroes, la mayor parte de los cuales perduran hasta el día de hoy.

### Continuidad
Un concepto que había sido apenas esbozado con anterioridad fue el del universo de ficción, la posibilidad de que los diversos personajes coexistieran en forma simultánea en un mismo universo ficticio. Si bien ya se habían realizado cruces de personajes con anterioridad, lo habitual solía ser que cada historieta tuviera su universo de ficción propio. En la edad de plata, tanto DC Comics como Marvel Comics desarrollan universos de ficción que abarcan a la totalidad de sus personajes publicados.

### Caracterización
Aumentó la caracterización de los personajes, definiendo en cada uno personalidades que fueran únicas y específicas. Esto se notaba en especial en grupos como los 4 Fantásticos, los X-Men o la Patrulla Condenada, que a diferencia de las primeras versiones de la Liga de la Justicia o los Vengadores o los supergrupos de la edad de oro no estaban compuestos por los mejores personajes de la editorial sino por personajes creados específicamente para el grupo, explotando en ellos la disparidad de personalidades

## Cambios editoriales

### Créditos profesionales
La editorial Marvel Comics, bajo la dirección de Stan Lee, comenzó a indicar en sus publicaciones quiénes eran los guionistas, dibujantes y demás responsables de la realización de cada revista, algo que no se hacía hasta entonces.
Esto generó una nueva clase de lector de historietas: al que comienza o deja de leer una u otra publicación de acuerdo a los artistas que se hacen cargo de la misma. El disponer de un renombre y público propio también benefició a los artistas, que podían negociar sus condiciones de trabajo con sus empresas desde una posición más ventajosa.

### Precios
Durante los 27 años anteriores el precio de las revistas de historietas en Estados Unidos fue uniforme, alrededor de 10 centavos de dólar por libros de 64 páginas. Pero al verse afectados por la inflación, los editores mantuvieron el precio disminuyendo los costos, para lo cual publicaban una menor cantidad de páginas. Primero disminuyeron a 52, y luego a 32, que se transformó en el estándar de la industria. Luego se prosiguió manteniendo la cantidad de páginas, pero disminuyendo su tamaño.
En 1962 tuvo lugar el primer aumento de precio, con el cual las historietas pasaron de costar 10 centavos a costar 12, lo cual implicaba un aumento del 20 %. En 1969, dicho aumento pasó a 15 centavos.